# 桦南种畜场
桦南种畜场是中华人民共和国黑龙江省佳木斯市桦南县下辖的一个类似乡级单位。

## 行政区划
下辖以下地区：
第一分场社区、第二分场社区、第三分场社区、第四分场社区、第五分场社区、第六分场社区和第七分场社区。